# Göran G. Lindahl
Göran Gustaf Lindahl, vanligen Göran G. Lindahl, född 20 november 1923 i Oscars församling i Stockholm, död 6 juli 1994 i Västerleds församling i Stockholm, var en svensk statsvetare.
Han tog studenten 1942 och studerade sedan vid Uppsala universitet där han blev fil. kand. 1946. Studierna fortsatte därefter i Stockholm där han blev fil. lic. 1955 och fil. dr 1962. Han tjänstgjorde som universitetslektor och docent i statskunskap vid Stockholms universitet från 1965.
Lindahl var son till auktoriserade revisorn Gustaf Lindahl och Tekla Rosenqvist. Han var 1958–1977 gift med Malin Kalderén (född 1935), dotter till Gunnar Kalderén och Inez Enström. De fick tre barn (födda 1961, 1963 och 1964). Han gifte sedan om sig 1992 med Kerstin Wahlbom (1922–2014), dotter till skådespelaren Nils Wahlbom. Lindahl är gravsatt i minneslunden på Norra begravningsplatsen utanför Stockholm.